# Sorites
El sorites es un recurso estilístico usado habitualmente en la retórica. Se trata de un razonamiento resultado de la concatenación de varios enunciados verdaderos, siendo el sujeto de cada uno el predicado del anterior. 
Partiendo de unas premisas verdaderas se puede ir introduciendo retórica, fácil y gradualmente una falsedad, en cuanto se falte a alguna regla silogística de forma capciosa.
Su nombre de sorites (σωρείτης) en griego significa «pila», «montón». No confundir con la Paradoja sorites.

## Sorites o polisilogismo
Recibe también el nombre de Sorites la concatenación de silogismos (polisilogismo), de dos formas diferentes:
- El predicado de cada proposición (como premisa) es el sujeto de la proposición siguiente (como premisa), siendo idénticos el sujeto de la premisa mayor y el de la conclusión.

A es B; B es C; C es D; D es E; luego A es E. (Siendo A,B,C,D,E los términos de las premisas)
Por ejemplo: Todos los ecijanos son sevillanos; todos los sevillanos son andaluces; todos los andaluces son españoles; todos los españoles son europeos. Por tanto todos los ecijanos son europeos.
Ejemplo:Todas las flores son vegetales, todos los vegetales son seres vivos, todos los seres vivos son sensibles, todo ser sensible posee alma. por tanto todas las flores poseen alma.
- Un polisilogismo en el que se sobreentiende la conclusión de cada silogismo, salvo la última que se hace explícita.

Por ejemplo: Los europeos son occidentales; los españoles son europeos; los andaluces son españoles; los sevillanos son andaluces. Por tanto los andaluces son occidentales.